# 428259 Laphil
428259 Laphil este o planetă minoră (asteroid) din centura de asteroizi. A fost descoperită pe 5 februarie 2007 la Lulin Observatory⁠(d) de Lin Hongqin⁠(d) și a fost numită după Los Angeles Philharmonic⁠(d). 
Obiectul prezintă o orbită caracterizată de o semiaxă mare de 2,550436961976 UAi, o excentricitate de 0,27159666121165, o înclinație de 12,094679583699 ° în raport cu ecliptica.